# Apep
Apep, Apepi ali Aapep (starogrško starogrško Ἄποφις, Apofis)  je bil egipčansko božanstvo, ki je simboliziralo kaos (egipčansko ı͗zft) in bilo kot tako nasprotje svetlobe in boginje Maat (red/resnica). V umetnosti so ga upodabljali kot veliko kačo. 
Njegovo ime so egiptologi rekonstruirali kot *ʻAʼpāp(ī), ker se je pisalo ꜥꜣpp(y) in se ohranilo kot koptsko Aphōph. Apep je bil prvič omenjen v Osmi dinastiji. Njegovo ime je privzel faraon Štirinajste dinastije in  veliki kralj Hiksov Apofis (Apepi I.).

## Razvoj
Ra je bil sončevo božanstvo, prinašalec svetlobe in zato branitelj boginje Maat. Na Apepa so Egipčani gledali kot največjega Rajevega sovražnika in ga zato imenovali Rajev sovražnik in "gospodar kaosa".
Predstavljali so si ga kot veliko kačo ali plazilca, včasih tudi krokodila, in ga kot takega imenovali Kača iz Nila in Hudobni plazilec. V nekaterih opisih je bil dolg pet metrov in imel glavo iz kremena. 
Nekaj opisov Apepovega nastanka pravi, da je bil rojen za Rajem, običajno iz njegove popkovine. Iz tega je mogoče sklepati, da ni spadal med prvobitne sile egipčanske teologije, ampak je bil posledica Rajevega rojstva. To pomeni, da je bilo zlo v egipčanski teologiji posledica borbe posameznika proti neobstoju.

## Borbe z Rajem
Zgodbe o Apepovih bitkah z Rajem so se izpoponile v Novem kraljestvu. V več zgodbah je moral Apep vsak dan leči tik za obzorje, se pravi, da je postal del podzemnega sveta. V nekaterih zgodbah je vsak dan čakal Raja na zahodni gori Bakhu, kjer je zahajalo sonce. V drugih je tik pred zoro prežal na Raja v Deseti pokrajini noči. Zaradi številnih lokacij, na katerih se je pojavljal, so ga imenovali Obkroževalec sveta. Verjeli so, da lahko njegovo strašno rjovenje povzroči bobnenje v podzemnem svetu. Miti so včasih pravili, da je bil Apep tam ujet, ker je Ra strmoglavil prejšnjega vrhovnega boga, ali zato, ker je bil hudoben.
Sarkofaška besedila pravijo, da je Apep uporabil čarobni pogled, da bi premagal Raja in njegovo spremstvo. Raju so v borbah z Apepom pomagali številni branilci iz njegovega spremstva, vključno s Setom in morda Rajevim očesom. Apepove premike so imeli za povzročitelje  potresov, bitke s Setom pa za povzročitelje neurij. V eni od pripovedi je Ra premagal Apepa v obliki mačke. Nekaj pripovedi omenja, da je bil rojen iz Rajeve popkovine.

## Čaščenje
Rajevo zmago nad Apepom vsako noč so zagotavljali svečeniki in verniki z molitvami v templjih. Egipčani so v ta namen izvajali številne obrede in praznoverja, s katerimi so odganjali Apepa in omogočali Rajevo vsakodnevno potovanje preko neba.
Letni obred se je imenoval Preganjanje kaosa. Svečeniki so izdelali lutko Apepa, ki naj bi vsebovala vsa zla in temo Egipta, in jo zažgali, da bi bili v naslednjem letu varni pred Apepovo hudobnostjo.
Egipčanski svečeniki so imeli natančna navodila, kako se boriti proti Apepu. Zapisana so bila v Knjigi za uničenje Apepa (grško Apofisova knjiga). Navodila, ki so opisovala postopen proces njegovega razkrajanja in odstranjevanja, so vsebovala naslednja poglavja:
- Pljuvanje po Apepu
- Teptanje Apepa z levo nogo
- Jemanje sulice za ubijanje Apepa
- Vklepanje Apepa
- Jemanje noža za ubijanje Apepa
- Zažiganje Apepa

V knjigah so bila razen zgodb o Apepovih zmagah tudi navodila za izdelavo voščenih kipcev ali majhnih risb kače,  na katere so pljuvali, jih pohabili in sežgali in hkrati izgovarjali uroke, ki bi Apepa ubili. Ker so se bali, da bi lahko tudi podoba Apepa imela demonsko moč, so ob njem vedno upodobili še neko drugo božanstvo, ki ga je krotilo.  
Ker so za Apepa verjeli, da živi v podzemnem svetu, so ga včasih imeli za Požiralca duš. Ker je pokojni potreboval zaščito pred njim, so pokojnika pogosto pokopali z uroki, ki so ga ščitili pred njim. 
V Knjigi mrtvih se kača kaosa samo v urokih 7 in 39 eksplicitno imenuje Apep.